# Italiamobile
Italiamobile è il secondo album di studio dei Virginiana Miller, gruppo musicale pop-rock italiano originario di Livorno formatosi nel 1990.

## Tracce
1. Italiamobile
2. Placenta
3. La ditta
4. Silenzio, ospedale
5. Cerbero
6. Grandtour
7. Radioamatore
8. Breve apparizione di un vampiro
9. Pacemaker
10. Parenti lontani
11. Bentivegna